# Quiero ser
Quiero ser (zu dt. Ich will sein), in Deutschland auch unter dem Titel Gestohlene Träume bekannt, ist ein Kurzfilm des deutschen Regisseurs Florian Gallenberger.

## Handlung
Der Film beschäftigt sich mit den zwei Brüdern Jorge und Juan, die auf den Straßen von Mexiko-Stadt leben. Sie versuchen als Straßensänger 100 Pesos zu verdienen, um möglichst bald die lang ersehnten Luftballons sowie eine Lizenz für den Verkauf bezahlen zu können. 
Juan, der jüngere der beiden Brüder, kann lesen, schreiben und rechnen und legt ein großes Verantwortungsbewusstsein an den Tag: Zum Beispiel ist er strikt dagegen, das Geld für Essen auszugeben, und so suchen sich die beiden Brüder im Abfall etwas Essbares. Auch sonst ist Juan geschäftlich geschickter (er kann z. B. den Ballonverkäufer, bei dem sie die Ballons und die Lizenz erwerben wollen, überzeugen, bei dem vereinbarten Preis von 100 Pesos zu bleiben) und träumt von einem besseren Leben, in dem er auch zur Schule gehen kann.
Jorge wird weniger verantwortungsbewusst und intelligent als sein Bruder dargestellt. Zudem geht er nicht so sparsam mit dem Geld um und behält etwas davon ein, um sich bei seiner Angebeteten, der Eisverkäuferin, etwas kaufen zu können.
Eines Tages stiehlt Jorge 20 Pesos aus der gemeinsamen Kasse, um sich mit dem Mädchen zu treffen. Juan verzeiht seinem Bruder diesen Vertrauensbruch nicht, verlässt ihn und versucht, sich fortan allein durchs Leben zu schlagen.  
20 Jahre später kehrt er als erfolgreicher Mann an den Ort der gemeinsamen Kindheit zurück und sieht seinen Bruder Jorge, der immer noch ein trostloses Leben als Straßensänger führt, spricht ihn aber nicht an.

## Auszeichnungen
Der Kurzfilm erhielt unter anderem folgende Auszeichnungen:
- 1999 wurde der Film mit dem 3. Preis von Studio Hamburg ausgezeichnet.[2]
- Ebenfalls 2001 gewann der Film beim Kurzfilmfest in Aspen/Colorado den Publikumspreis und den Horizon Preis, sowie beim Internationalen Kinderfilmfest, Chicago den Jury-Preis der Erwachsenen-Jury.
- 2000 gewann er den Studenten-Oscar für den besten ausländischen Film.
- Weiterhin bekam er den First Steps Nachwuchspreis (2000)[3], einen Silver Griphon beim Griffoni Filmfestival, eine Lobende Erwähnung beim Internationalen Filmfest Valencia und wurde mit dem Prädikat „besonders wertvoll“ von der Filmbewertungsstelle sowie dem Filmförderpreis der Stadt München ausgezeichnet. Zudem war er der beste europäische Film beim Filmfestival Brest 2000 und er erhielt den GWFF-Preis als bester Deutscher Absolventenfilm 1999.[4]
- 2001: Oscar als Bester Kurzfilm

## Kritiken
„‚Quiero ser‘ ist eine echte, bewegende Tragödie der Armut, eine ungewöhnlich einfühlsame Studie über Vertrauen und Verrat, eindringlich erzählt und voller großer Emotionen. Die Geschichte ist mit packender Konsequenz sehr nah an und mit zwei Kindern entwickelt. Es gibt keine falschen Töne, dafür eine bemerkenswerte Intensität und Dichte. Die hervorragende schauspielerische Leistung der Kinder und die großartige Kameraführung entlassen den Zuschauer betroffen vom Thema und begeistert von der Ausführung dieses Films.“

## Sonstiges
- Der Film war die Abschlussarbeit des Regisseurs an der Hochschule für Fernsehen und Film München.
- Quiero ser ist seit 2007 Thema des Zentralabiturs in Nordrhein-Westfalen.[5]